# VHL
VHL (англ. Von Hippel-Lindau tumor suppressor) – білок, який кодується однойменним геном, розташованим у людей на короткому плечі 3-ї хромосоми.  Довжина поліпептидного ланцюга білка становить 213 амінокислот, а молекулярна маса — 24 153.
| 10         |  | 20         |  | 30         |  | 40         |  | 50         |
| ---------- |  | ---------- |  | ---------- |  | ---------- |  | ---------- |
| MPRRAENWDE |  | AEVGAEEAGV |  | EEYGPEEDGG |  | EESGAEESGP |  | EESGPEELGA |
| EEEMEAGRPR |  | PVLRSVNSRE |  | PSQVIFCNRS |  | PRVVLPVWLN |  | FDGEPQPYPT |
| LPPGTGRRIH |  | SYRGHLWLFR |  | DAGTHDGLLV |  | NQTELFVPSL |  | NVDGQPIFAN |
| ITLPVYTLKE |  | RCLQVVRSLV |  | KPENYRRLDI |  | VRSLYEDLED |  | HPNVQKDLER |
| LTQERIAHQR |  | MGD        |  |            |  |            |  |            |

A: Аланін

C: Цистеїн

D: Аспарагінова кислота

E: Глутамінова кислота

F: Фенілаланін

G: Гліцин

H: Гістидин

I: Ізолейцин

K: Лізин

L: Лейцин

M: Метіонін

N: Аспарагін

P: Пролін

Q: Глутамін

R: Аргінін

S: Серин

T: Треонін

V: Валін

W: Триптофан

Задіяний у таких біологічних процесах як убіквітинування білків, поліморфізм, альтернативний сплайсинг. 
Локалізований у цитоплазмі, ядрі, мембрані.